# 168 (число)
Вижте пояснителната страница за други значения на 168.
168 (сто шестдесет и осем) е естествено, цяло число, следващо 167 и предхождащо 169.
Сто шестдесет и осем с арабски цифри се записва „168“, а с римски цифри – „CLXVIII“. Числото 168 е съставено от три цифри от позиционните бройни системи – 1 (едно), 6 (шест), 8 (осем).

## Общи сведения
- 168 е четно число.
- 168-ият ден от годината е 17 юни.
- 168 е година от Новата ера.